# Levriere
Levriere è un termine utilizzato in araldica per indicare un cane addestrato a cacciare le lepri, che, a differenza del bracco, si figura sempre collarinato. Simboleggia, oltre alla caccia, un animo pronto, vivace e costante nel seguire una impresa.

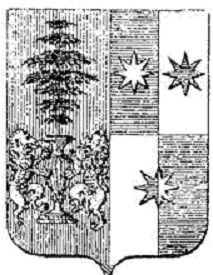
Levriere imbavagliato
Levriere d'oro (stemma di Hunzenschwil, Svizzera)
Levriere d'argento passante (famiglia Fouquet de la Varenne)
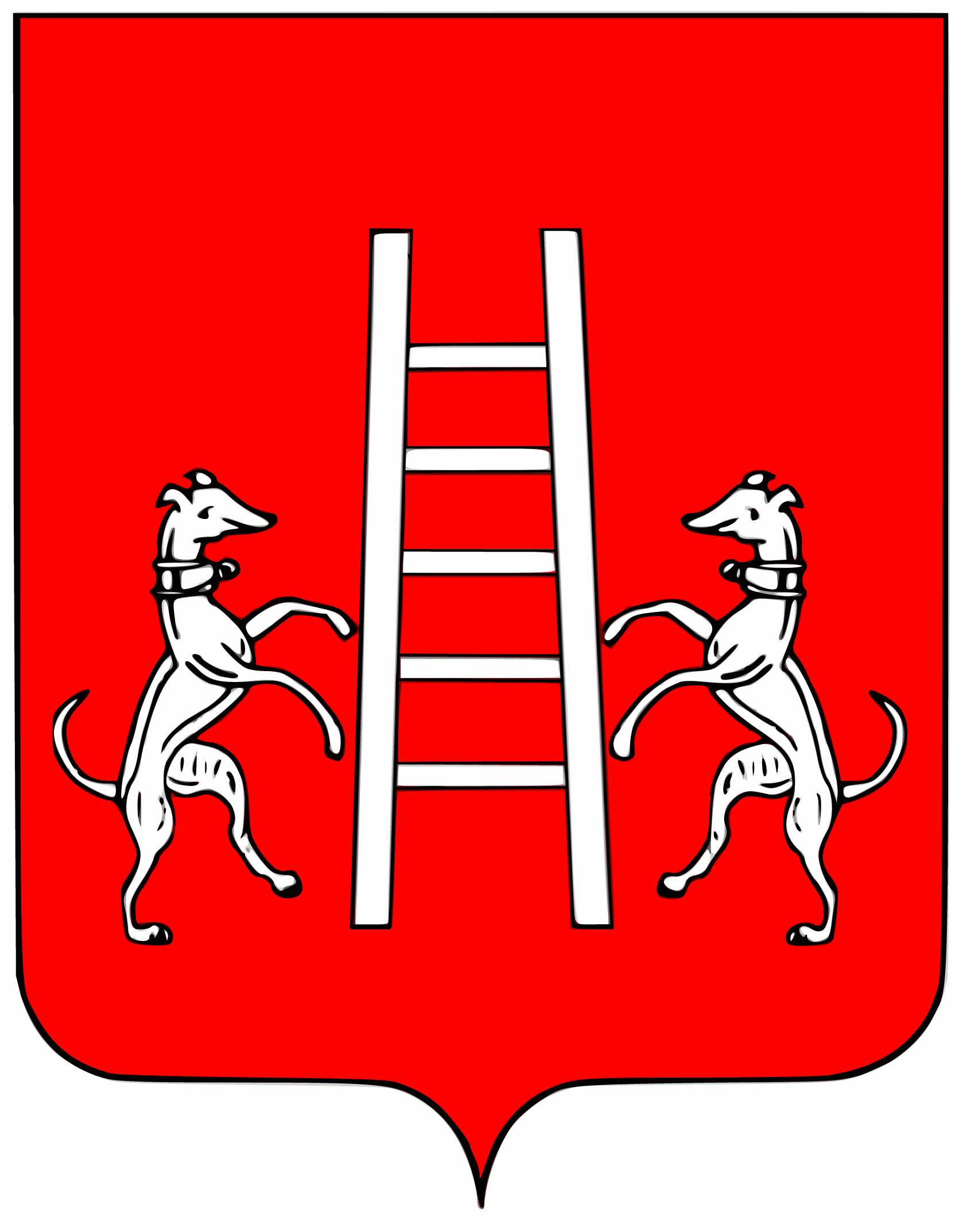
Due levrieri controrampanti (stemma dei Della Scala)
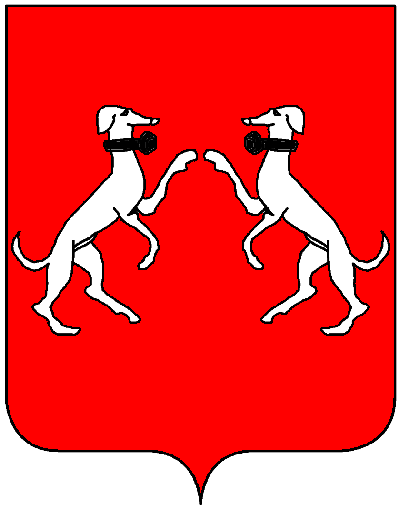
Due levrieri affrontati (famiglia Jonac)
Levriere rampante collarinato d'azzurro (Campi Bisenzio)
Levriere rampante e rivolto (Campiglia Marittima)
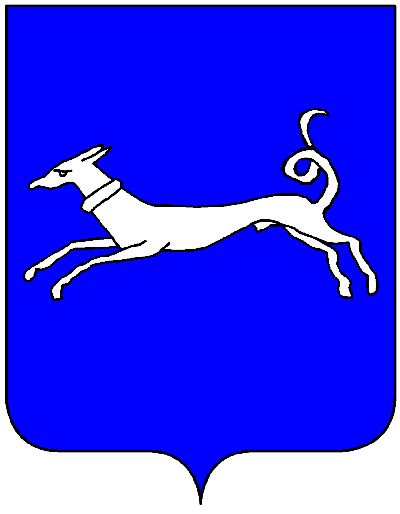
Levriere corrente colla coda accerchiellata (famiglia Nicolai di Toscana)